# Erário de Saturno

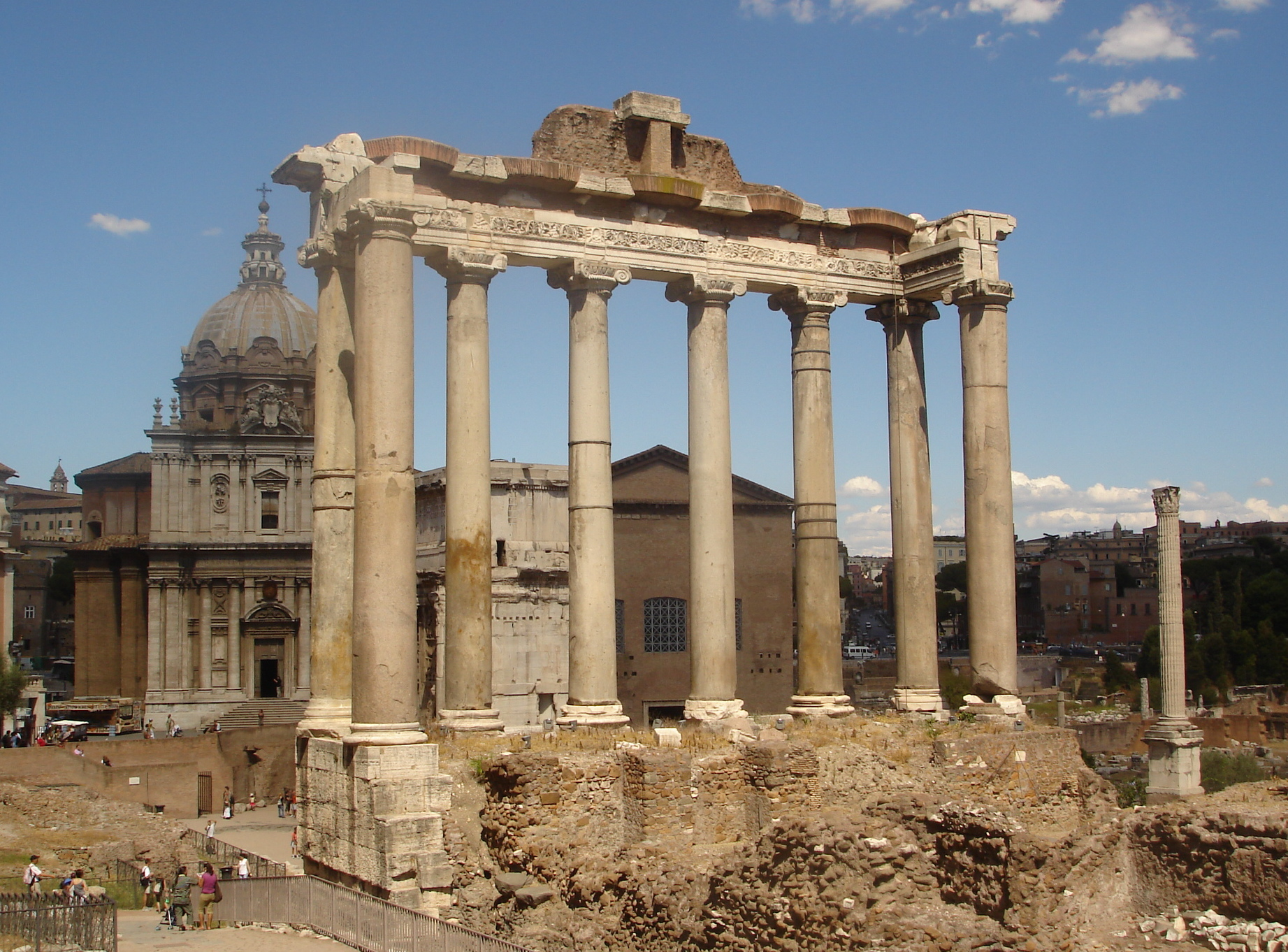
Ruínas do Templo de Saturno, no Fórum Romano

O erário de Saturno (em latim: aerarium Saturni), por vezes citado como erário do povo romano (em latim: Aerarium populi Romani) ou somente como erário (em latim: aerarium) foi o tesouro de Roma durante a Antiguidade, abrigado no Templo de Saturno e no tabulário adjacente, no Fórum Romano. Durante a República Romana, foi administrado por dois oficiais financeiros, os questores urbanos, e controlado pelo senado.
O erário serviu como arquivo, onde leis, decretos e atas do senados eram armazenados para consulta, como um escritório de saldo, de modo que todos os registros deveriam balancear-se com ele, e como recurso para pagamentos das despesas públicas. Além disso, em teoria, todo a receita do Estado deveria ser direcionada ao erário. Porém, na República Tardia, o dinheiro produzido nas províncias era depositado no erário somente se, após o pagamento do subsídio do governador, houvesse um excedente. De mesmo modo, debitava-se dinheiro do erário às províncias somente se a receita provincial não pudesse cobrir as despesas.